# Simogonius minusculus
Simogonius minusculus är en skalbaggsart som beskrevs av Schmidt 1920. Simogonius minusculus ingår i släktet Simogonius och familjen Aphodiidae. Inga underarter finns listade i Catalogue of Life.